# Stalag Luft III

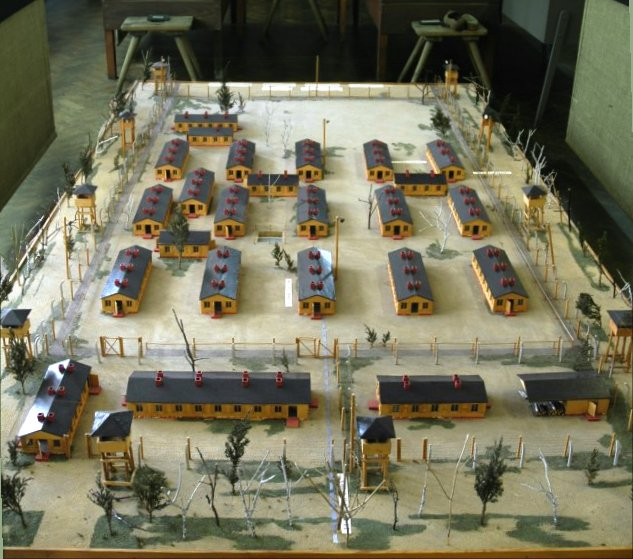
Model severního z šesti oddělení tábora. Velký útěk proběhl z baráku uprostřed snímku směrem do popředí.

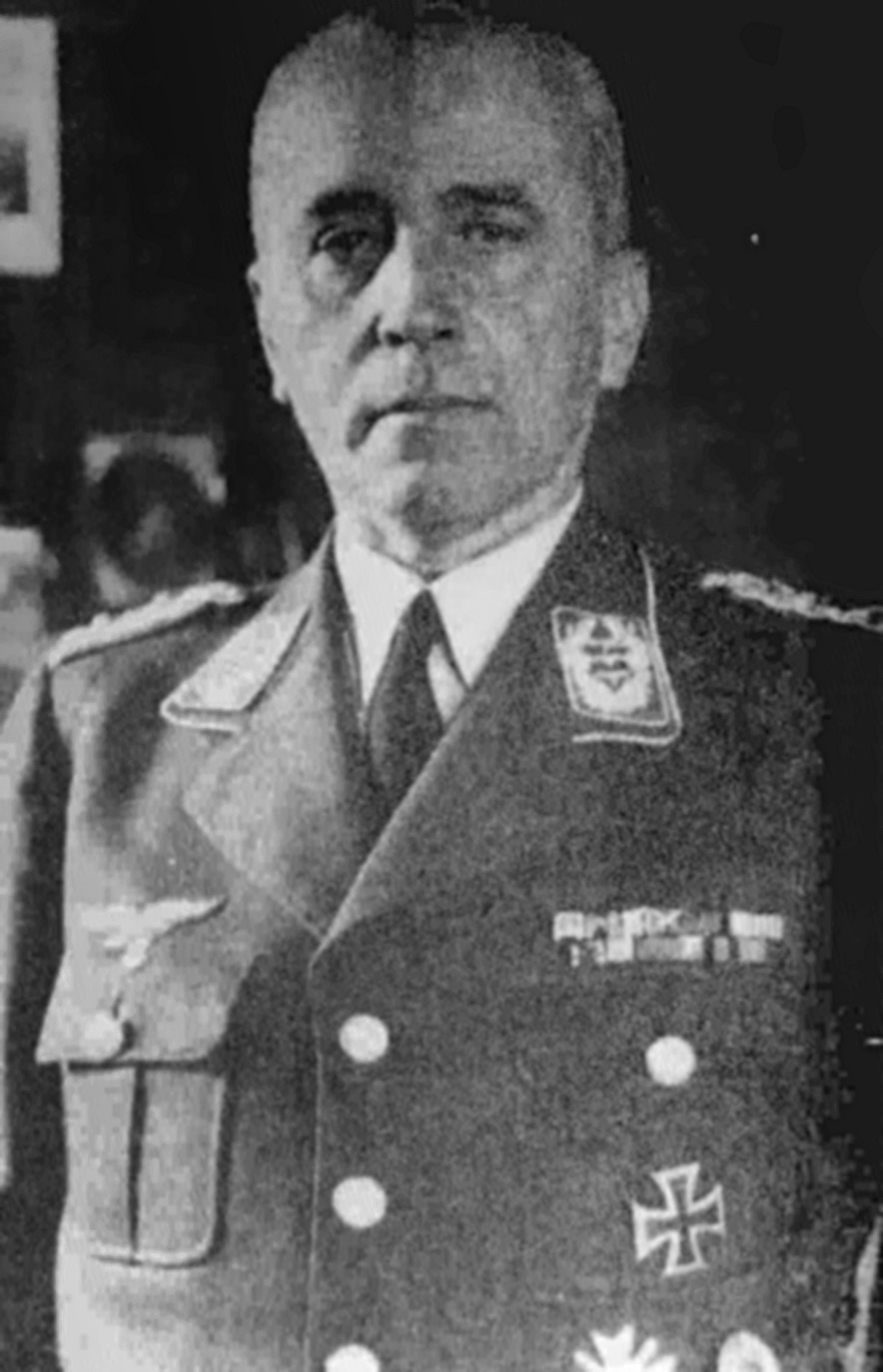
Friedrich Wilhelm von Lindeiner-Wildau, velitel tábora.

Stalag Luft III (Stammlager für kriegsgefangene Luftwaffenangehörige, někdy též Stalag Luft 3) byl nacistický zajatecký tábor pod správou Luftwaffe původně pro anglické a americké důstojníky, později pro letce dalších národností i hodností.
Založen byl v březnu 1942 vedle Stalag VIII-C existujícího již od roku 1939, poblíž města Sagan (dnešní Żagań v Polsku) asi 160 km jihovýchodně od Berlína. Při založení měl pouze jedno oddělení s 15 baráky pro asi dva tisíce vězňů. Postupně se rozšiřoval a počet zajatců narůstal až téměř k 11 tisícům, které hlídalo zhruba 800 strážných. Velitelem byl plukovník Friedrich Wilhelm von Lindeiner-Wildau s vlasteneckými, ale umírněně antinacistickými názory. Plně dodržoval Ženevské úmluvy a získal si úctu a respekt jak mezi svými podřízenými, tak mezi vězni. Podmínky v táboře ovlivňoval i zájem Červeného kříže a dalších humanitárních organizací, někdy též sloužících pro maskování činnosti zpravodajských služeb.
Tábor je známý především díky knižnímu i filmovému zpracování dvou úspěšných útěků. První proběhl po čtyřměsíčních přípravách s nápaditým využitím principu trojského koně 29. října 1943 a druhý, velmi pečlivě a rozsáhle organizovaný Velký útěk, 24.-25. března 1944.
Méně známým příběhem je pobyt britského radarového odborníka Howarda Cundalla, který nejenže dokázal uchránit "horké" znalosti radarové techniky před vytěžením nacisty, ale v táboře dokázal sestrojit vysílačku a předávat do Londýna vojenské informace od nově přibyvších zajatců.
K osvobození Rudou armádou došlo začátkem února 1945, ale všichni zajatci byli nedlouho před tím přinuceni k náročnému pěšímu přesunu do 81 km vzdáleného Sprembergu a posléze odtransportováni do táborů Stalag VII-A, Stalag XIII-D, Marlag a Milag Nord. Při tom došlo k dalšímu útěku 30 vězňů, ovšem tentokrát neuspěl ani jeden.
Na místě obou táborů se od roku 1971 nachází muzeum zajateckých táborů, které roku 2009 nese název Muzeum Obozów Jenieckich w Żaganiu.